# Myiobius
Myiobius é um género de ave da família Tityridae.
Este género contém as seguintes espécies:
- Myiobius atricaudus
- Myiobius barbatus
- Myiobius sulphureipygius
- Myiobius villosus